# Lance Moore

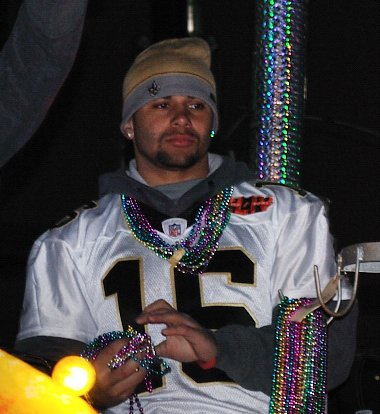
Imagem de Lance Moore.

Lance Andrew Moore (31 de agosto de 1983, Columbus, Ohio) é um jogador profissional de futebol americano estadunidense que foi campeão da temporada de 2009 da National Football League jogando pelo New Orleans Saints.